# Paillasse
Paillasse è un cortometraggio muto del 1910 sceneggiato e diretto da Camille de Morlhon.

## Produzione
Il film fu prodotto dalla Pathé Frères come Série d'Art Pathé Cinèma [SAPF].

## Distribuzione
Distribuito dalla Pathé Frères, uscì nelle sale cinematografiche francesi nel 1910.